# Péret-Bel-Air
Pour les articles homonymes, voir Bel Air.

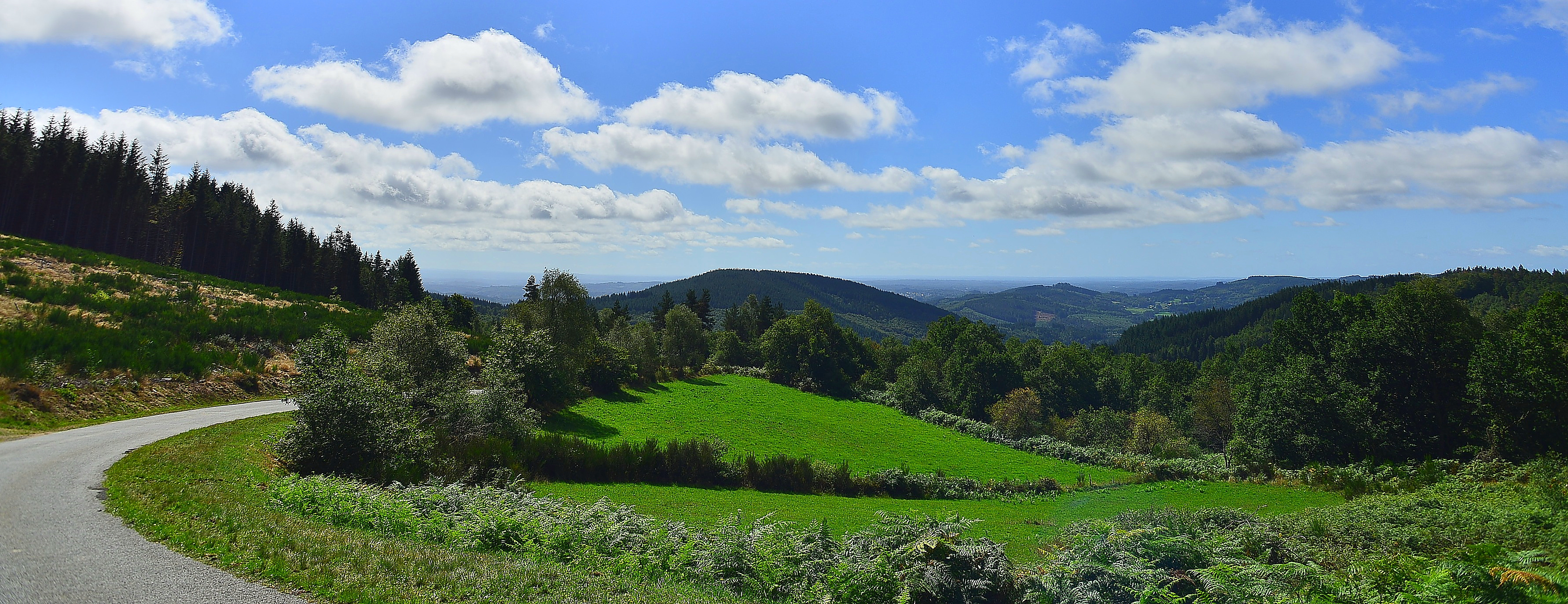
Arrivée par la route de Bonnefond.

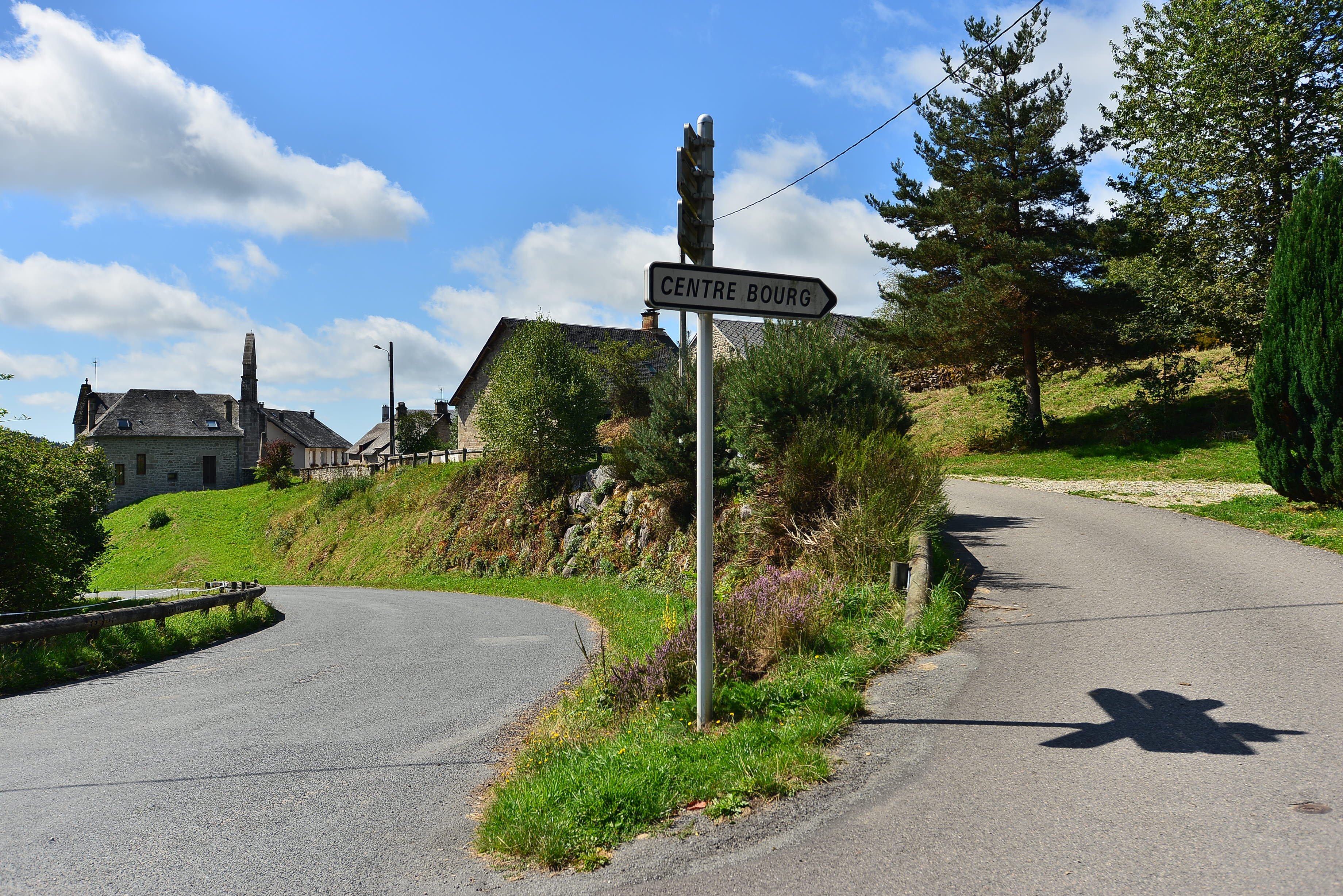
Arrivée par la route de Meymac.

Péret-Bel-Air est une commune française située dans le département de la Corrèze en région Nouvelle-Aquitaine.

## Géographie

### Communes limitrophes
Les communes limitrophes sont  Bonnefond, Davignac, Saint-Yrieix-le-Déjalat, Soudeilles et Égletons.
|                         | Bonnefond     |            |
| Saint-Yrieix-le-Déjalat | Péret-Bel-Air | Davignac   |
|                         | Égletons      | Soudeilles |

Commune du Massif central située sur le plateau de Millevaches. Elle est appelée "Péret" jusqu'en 1919, c'est l'une des communes les plus élevées du Limousin.
Péret-Bel-Air regroupe plusieurs petits villages, hameaux ou écarts environnants : l'Apier, la Brette, Prébillaud, la Boutonnière, le Terrier, Theillac, la Vergnolle.
Le bourg est situé sur une colline à environ 10 km au nord de la commune d'Égletons. Elle fait partie du parc naturel régional de Millevaches en Limousin.

### Climat
Pour des articles plus généraux, voir Climat de la Nouvelle-Aquitaine et Climat de la Corrèze.
Historiquement, la commune est exposée à un climat montagnard.  
En 2020, Météo-France publie une typologie des climats de la France métropolitaine dans laquelle la commune est exposée à un climat de montagne et est dans la région climatique  Ouest et nord-ouest du Massif Central, caractérisée par une pluviométrie annuelle de 900 à 1 500 mm, maximale en automne et en hiver.
Pour la période 1971-2000, la température annuelle moyenne est de 8,9 °C, avec  une amplitude thermique annuelle de 14,4 °C. Le cumul annuel moyen de précipitations est de 1 437 mm, avec 14,4 jours de précipitations en janvier et 8,7 jours en juillet. Pour la période 1991-2020, la température moyenne annuelle observée sur la station météorologique la plus proche, située sur la commune d'Égletons à 8 km à vol d'oiseau, est de 10,6 °C et le cumul annuel moyen de précipitations est de 1 428,5 mm,. Pour l'avenir, les paramètres climatiques de la commune estimés pour 2050 selon différents scénarios d’émission de gaz à effet de serre sont consultables sur un site dédié publié par Météo-France en novembre 2022.

## Urbanisme

### Typologie
Au 1er janvier 2024, Péret-Bel-Air est catégorisée commune rurale à habitat très dispersé, selon la nouvelle grille communale de densité à 7 niveaux définie par l'Insee en 2022.
Elle est située hors unité urbaine. Par ailleurs la commune fait partie de l'aire d'attraction d'Égletons, dont elle est une commune de la couronne,. Cette aire, qui regroupe 14 communes, est catégorisée dans les aires de moins de 50 000 habitants,.

### Occupation des sols
L'occupation des sols de la commune, telle qu'elle ressort de la base de données européenne d’occupation biophysique des sols Corine Land Cover (CLC), est marquée par l'importance des forêts et milieux semi-naturels (85,5 % en 2018), une proportion sensiblement équivalente à celle de 1990 (85,7 %). La répartition détaillée en 2018 est la suivante : 
forêts (77,9 %), zones agricoles hétérogènes (12,4 %), milieux à végétation arbustive et/ou herbacée (7,5 %), prairies (2,1 %).
L'évolution de l’occupation des sols de la commune et de ses infrastructures peut être observée sur les différentes représentations cartographiques du territoire : la carte de Cassini (XVIIIe siècle), la carte d'état-major (1820-1866) et les cartes ou photos aériennes de l'IGN pour la période actuelle (1950 à aujourd'hui).

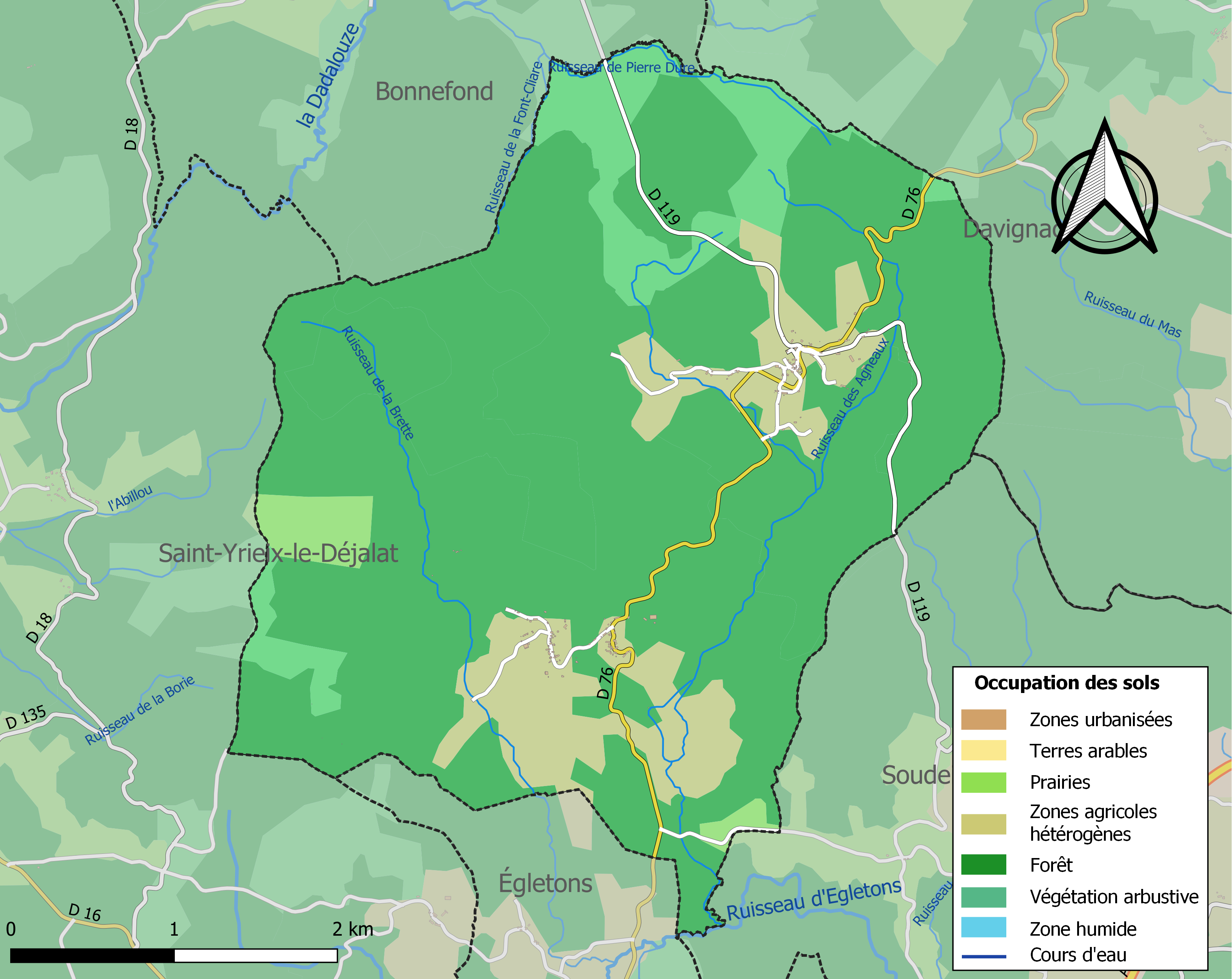
Carte des infrastructures et de l'occupation des sols de la commune en 2018 (CLC).

### Risques majeurs
Le territoire de la commune de Péret-Bel-Air est vulnérable à différents aléas naturels : météorologiques (tempête, orage, neige, grand froid, canicule ou sécheresse), feux de forêts et séisme (sismicité très faible). Il est également exposé à un risque particulier : le risque de radon. Un site publié par le BRGM permet d'évaluer simplement et rapidement les risques d'un bien localisé soit par son adresse soit par le numéro de sa parcelle.

#### Risques naturels

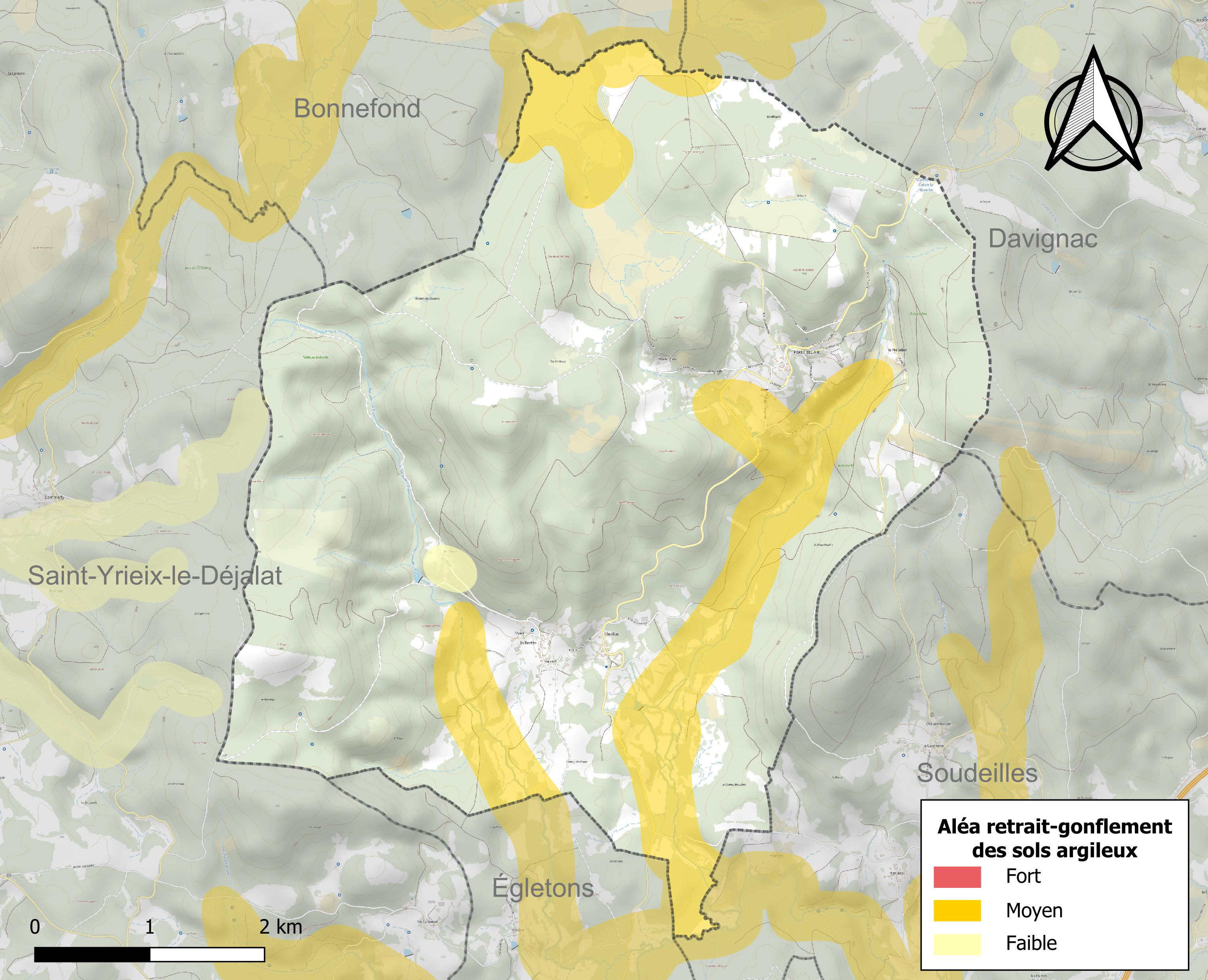
Carte des zones d'aléa retrait-gonflement des sols argileux de Péret-Bel-Air.

Le retrait-gonflement des sols argileux est susceptible d'engendrer des dommages importants aux bâtiments en cas d’alternance de périodes de sécheresse et de pluie. 16,7 % de la superficie communale est en aléa moyen ou fort (26,8 % au niveau départemental et 48,5 % au niveau national). Sur les 78 bâtiments dénombrés sur la commune en 2019, trois sont en aléa moyen ou fort, soit 4 %, à comparer aux 36 % au niveau départemental et 54 % au niveau national. Une cartographie de l'exposition du territoire national au retrait gonflement des sols argileux est disponible sur le site du BRGM,.
Concernant les feux de forêt, aucun plan de prévention des risques incendie de forêt (PPRIF) n’a été établi en Corrèze, néanmoins le code de l’urbanisme impose la prise en compte des risques dans les documents d’urbanisme. Le périmètre des servitudes d'utilité publique et des zones d'obligation légale de débroussaillement pour les particuliers est quant à lui défini pour la commune dans une carte dédiée. 

#### Risque particulier
Dans plusieurs parties du territoire national, le radon, accumulé dans certains logements ou autres locaux, peut constituer une source significative d’exposition de la population aux rayonnements ionisants. Certaines communes du département sont concernées par le risque radon à un niveau plus ou moins élevé. Selon la classification de 2018, la commune de Péret-Bel-Air est classée en zone 3, à savoir zone à potentiel radon significatif. 

## Toponymie
Péret est une formation toponymique bas latine ou occitane basée sur les éléments pera « poire » (latin pyra) suivi du suffixe collectif -et (latin -etu(m)), d'où le sens global de « verger de poiriers ».
Bel-air : dans le Sud de la France, il trouve son origine dans l'expression *bel-aire [beu - ayre], signalant une « grande aire » destinée aux troupeaux lors des transhumances.

## Histoire
L'origine du village remonte au Moyen Âge. On y cultivait sûrement des poires, d'ailleurs d'anciennes terrasses témoignent de cette activité.

## Politique et administration
| Période      | Période                  | Identité        | Étiquette | Qualité                  |
| ------------ | ------------------------ | --------------- | --------- | ------------------------ |
| mars 2001    | juin 2011                | Pierre Estrade  |           |                          |
| juin 2011    | 2014                     | Denis Renou     |           |                          |
| mars 2014    | février 2017 (démission) | Pierre Estrade  | DVD       | Retraité                 |
| février 2017 | En cours                 | Nadine Courteix |           | Agricultrice exploitante |

## Démographie
L'évolution du nombre d'habitants est connue à travers les recensements de la population effectués dans la commune depuis 1793. Pour les communes de moins de 10 000 habitants, une enquête de recensement portant sur toute la population est réalisée tous les cinq ans, les populations de référence des années intermédiaires étant quant à elles estimées par interpolation ou extrapolation. Pour la commune, le premier recensement exhaustif entrant dans le cadre du nouveau dispositif a été réalisé en 2004.

En 2022, la commune comptait 84 habitants, en évolution de −8,7 % par rapport à 2016 (Corrèze : −0,59 %, France hors Mayotte : +2,11 %).
| 1793 | 1800 | 1806 | 1821 | 1831 | 1836 | 1841 | 1846 | 1851 |
| ---- | ---- | ---- | ---- | ---- | ---- | ---- | ---- | ---- |
| 255  | 270  | 318  | 353  | 350  | 384  | 434  | 448  | 450  |

| 1856 | 1861 | 1866 | 1872 | 1876 | 1881 | 1886 | 1891 | 1896 |
| ---- | ---- | ---- | ---- | ---- | ---- | ---- | ---- | ---- |
| 401  | 399  | 425  | 413  | 503  | 504  | 508  | 567  | 514  |

| 1901 | 1906 | 1911 | 1921 | 1926 | 1931 | 1936 | 1946 | 1954 |
| ---- | ---- | ---- | ---- | ---- | ---- | ---- | ---- | ---- |
| 513  | 542  | 385  | 390  | 355  | 304  | 273  | 200  | 144  |

| 1962 | 1968 | 1975 | 1982 | 1990 | 1999 | 2004 | 2006 | 2009 |
| ---- | ---- | ---- | ---- | ---- | ---- | ---- | ---- | ---- |
| 126  | 121  | 108  | 84   | 76   | 87   | 96   | 96   | 107  |

| 2014 | 2019 | 2022 | - | - | - | - | - | - |
| ---- | ---- | ---- | - | - | - | - | - | - |
| 96   | 89   | 84   | - | - | - | - | - | - |

Péret jusqu'au début du XXe siècle comptait plusieurs centaines d'habitants. Il y avait des artisans, une école jusqu'en 1975, et même une poste qui a fermé il y a une trentaine d'années.
Le village était constituée de plusieurs entités distinctes assez peuplées :
- le Bourg ;
- Prends-Toi-Garde (abandonné en 1914) ;
- la Vergnolle.

Avec l'exode rural, la démographie a considérablement baissé jusqu'à 76 habitants en 1990. Depuis une vingtaine d'années, la commune connaît de nouveau la croissance démographique.

## Lieux et monuments
- Église Saint-Pierre datant du XIVe siècle ou du XVe siècle ; restauration au XIXe siècle (la couverture de chaume a été remplacée par des ardoises)[23]. Elle est inscrite à l'Inventaire général du patrimoine culturel[23].
- Vierge de Pitié (classée monument historique[24]) calcaire polychrome XVe siècle.
- Statue de sainte Catherine, foulant l’empereur Maximien pierre polychrome XVe siècle, classée monument historique[25]
- Statue en bois XVIIIe siècle.
- Croix de granit à Prend-Tois-Garde XIXe siècle.
- Ruines d’un château du XVIIe siècle à La Brette[26].
- Croix de Theillac.
- Moulin à eau en pierre de taille à la Vergnolle reconstruit au début du XXe siècle.

### Quelques caractéristiques à noter
- Tourbières et fonds tourbeux de Bonnefond - Peret-Bel-Air (site protégé Natura 2000 depuis 1998).
- Présence d'espèces végétales protégées en France. Exemples : andromède à feuilles de polium, la droséra.
- Panorama sur les rochers de La Brette, le puy de la Tourte, le puy de la Blaudre, le puy de la Peyrière, et une vue sur les monts du Cantal (puy Mary).

## Héraldique
| Blason de Péret-Bel-Air | Blason  | De gueules au chevron d'or traversé par un poisson d'argent et accompagné de trois coquilles de même. |
| Blason de Péret-Bel-Air | Détails | Le statut officiel du blason reste à déterminer.                                                      |